# 钩刺雀梅藤
钩刺雀梅藤（学名：Sageretia hamosa）为鼠李科雀梅藤属下的一个种。

## 扩展阅读
- 維基物種上的相關：钩刺雀梅藤